# Hadji Panglima Tahil
Hadji Panglima Tahil è una municipalità di sesta classe delle Filippine, situata nella Provincia di Sulu, nella Regione Autonoma nel Mindanao Musulmano.
Hadji Panglima Tahil è formata da 5 baranggay:
- Bangas (Pob.)
- Bubuan
- Kabuukan
- Pag-asinan
- Teomabal